# Nová synagoga v Berlíně
Berlínská Nová synagoga (německy Neue Synagoge) byla vybudována mezi lety 1859 až 1866 v ulici Oranienburger Straße. Již od začátku byla plánována jako hlavní synagoga berlínské židovské obce. Je vystavěna v honosném orientálně maurském stylu, připomínajícího granadskou Alhambru.
Plány pocházejí od architekta Eduarda Knoblaucha, v důsledku jeho onemocnění však stavbu provedl Friedrich August Stüler.
Během takzvané křišťálové noci (z 9. na 10. listopadu 1938) byla synagoga zapálena, oheň však byl uhašen. Roku 1943 byla silně poškozena při bombardování města. Zachovala se jen přední část, zbytek areálu byl zničen, ruiny byly odstraněny až začátkem 70. let minulého století. V letech 1988 až 1993 byla nezničená budova restaurována a je používána židovskou obcí. Do hlavního sálu se vejde 3 000 lidí.